# غريت اند ليتل كيمبل (باكينجهامشير)
غريت اند ليتل كيمبل (بالإنجليزية: Great and Little Kimble)‏ هي قرية و أبرشية مدنية تقع في المملكة المتحدة في باكينجهامشير. يقدر عدد سكانها بـ 960 نسمة .